# Anarchias
Az Anarchias a sugarasúszójú halak (Actinopterygii) osztályának angolnaalakúak (Anguilliformes) rendjébe, ezen belül a murénafélék (Muraenidae) családjába és az Uropterygiinae alcsaládjába tartozó nem.

## Rendszerezésük
A nembe az alábbi 11 faj tartozik:
- Anarchias allardicei Jordan & Starks, 1906
- Anarchias cantonensis (Schultz, 1943)
- Anarchias euryurus (Lea, 1913)
- Anarchias exulatus Reece, Smith & Holm, 2010
- Anarchias galapagensis (Seale, 1940)
- Anarchias leucurus (Snyder, 1904)
- Anarchias longicaudis (Peters, 1877)
- Anarchias schultzi Reece, Smith & Holm, 2010
- Anarchias seychellensis Smith, 1962
- Anarchias similis (Lea, 1913)
- Anarchias supremus McCosker & Stewart, 2006